# Maliattha subterminalis
Maliattha subterminalis là một loài bướm đêm trong họ Noctuidae.